# Kaffekanna

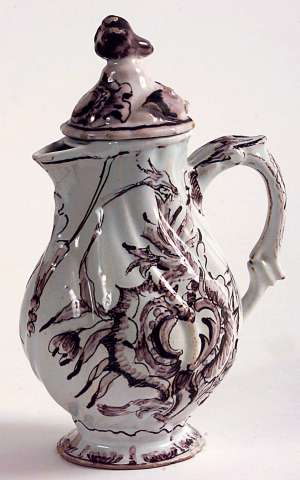
Kaffekanna

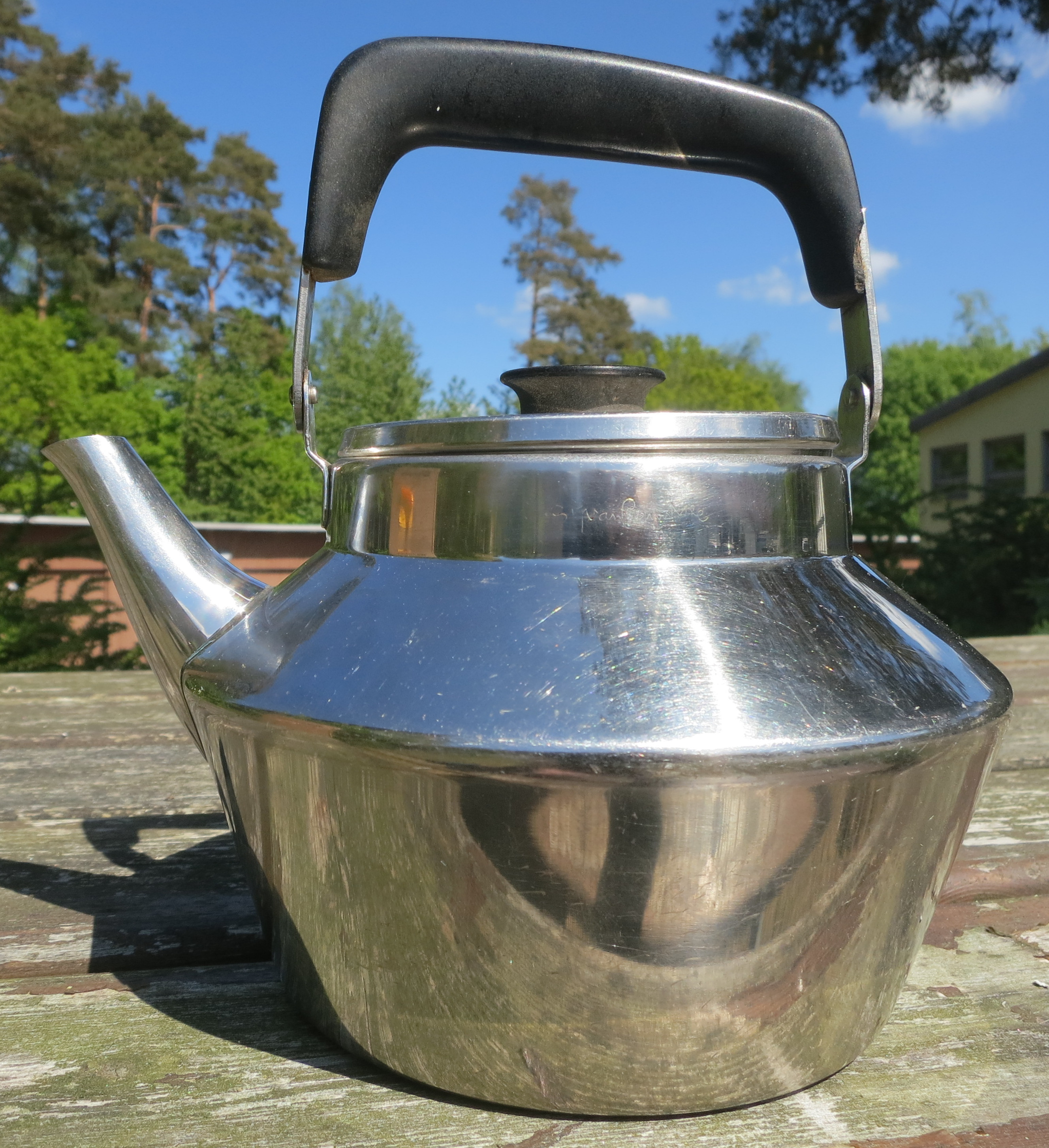
Svensk kaffepanna från 1954

Kaffekannan är ett serveringskärl med näbb- eller snabelformig pip för kaffe. Kaffekannornas form lanserades i samband med att kaffet introducerades i Sverige vid 1600-talets slut.[källa behövs] Kannorna kan vara utförda i metall eller keramik.
I sin strikta uttydning reserveras den snarlika termen kaffepanna för kärl i vilka man kan både tillaga och servera kaffe. 